# Mark (myntenhet)
Mark är ett äldre mynt i bland annat Sverige, Danmark och Norge, i Finland och Tyskland fram till 2002, i Bosnien-Hercegovina fortfarande. Myntet har sitt ursprung i viktenheten mark, eftersom mark brukades som mynt-, guld- och silvervikt. Den fick lokalt skiftande storlek (186–280 gram). Sedan 1600-talet var mark i dagligt tal detsamma som skålpund. – Mark omnämns första gången år 857 i England och var under 1000-talet spridd även i Frankrike och Tyskland.

## Olika länder
I Bosnien-Hercegovina heter valutan sedan 1998 Konvertibilna marka (konvertibel mark).
I Danmark var 1 Mark = 16 Skilling  (à 12 penningar) = 192 penningar.
I England motsvarades mark av pund, som i Storbritannien fram till 1970-talet räknades på följande sätt: 1 pund = 20 shilling (à 12 pence) = 240 pence.
I Finland användes finska mark som valuta under åren 1860–2001, i allmänhet indelad i 100 penni (undantaget tiden efter kriget fram till 1963, på grund av inflation). Till att börja med var marken värd en kvarts rubel, men bands till silver 1865 (ett skålpund silver var då värt 94,48 mark). 1878 bands marken till guld och då lika värd som ett antal andra valutor. 1915 bröts kopplingen.
På Gotland var under medeltiden 1 mark = 288 penningar. 
I Sverige var 1 mark = 8 öre = 24 örtugar  (à 8 penningar) = 192 penningar. Mark präglades kontinuerligt från år 1536 (dessförinnan var mark främst ett räknebegrepp) till år 1664, då mark ersattes med karolinmynten, vilka dock hade värdebeteckning i mark. Präglingen upphörde 1755 och räkningen i mark och karolin avskaffades officiellt 1776 vid myntrealisationen. Då blev riksdalern i dess olika former det enda huvudmyntet i Sverige (det hade dock funnits sedan 1604 i olika former). Den räknades 1 riksdaler = 48 skilling. Riksdalerns i dess olika utgåvor avskaffades 1873, då kronan infördes som mynt.
I Tyskland ersattes äldre dalermynt (taler) med flera av riksmark vid Tysklands enande 1871. De ersattes i Västtyskland av Deutsche Mark efter andra världskriget 1948. I Östtyskland hette valutan Mark (Mark der DDR), 1951–1990. Tyska mark har sedermera ersatts med euro.